# Liste der deutschen Botschafter in Serbien
Deutsche Botschafter in Serbien.

## Botschafter
Serbien bis 1918,  Jugoslawien bis 2003,  Serbien und  Montenegro bis 2006
| Name                                     | Bild            | Amtszeit                     | Anmerkungen         |
| Deutsches Reich                          | Deutsches Reich | Deutsches Reich              | Deutsches Reich     |
| ---------------------------------------- | --------------- | ---------------------------- | ------------------- |
| Anton Saurma von der Jeltsch             |                 | 1875–1876                    |                     |
| Hippolyt von Bray-Steinburg              |                 | 1876–1891                    |                     |
| Ludwig von Wäcker-Gotter                 |                 | 1891–1902                    |                     |
| Franz von Reichenau                      |                 | 1909–1911                    |                     |
| Friedrich von Keller                     |                 | 18. Dezember 1921            |                     |
| Adolf Köster                             |                 | März 1928 – 18. Februar 1930 |                     |
| BR Deutschland                           |                 |                              |                     |
| Robert Ulrich                            |                 | 1951–1952                    |                     |
| Heinrich von Hardenberg                  |                 | 1952–1953                    |                     |
| Hans Kroll                               |                 | 1953–1954                    |                     |
| Karl Georg Pfleiderer                    |                 | 1955–1957                    |                     |
| 1957–1968: Unterbrechung der Beziehungen |                 |                              |                     |
| Peter Blachstein                         |                 | 1968–1969                    |                     |
| Joachim Jaenicke                         |                 | 1970–1974                    |                     |
| Jesco von Puttkamer                      |                 | 1975–1979                    |                     |
| Horst Grabert                            |                 | 1979–1984                    |                     |
| Gisela Rheker                            |                 | 1984–1987                    |                     |
| Hansjörg Eiff                            |                 | 1988–1992                    |                     |
| Gerhard Enver Schrömbgens                |                 | 1992–1996                    | als Geschäftsträger |
| Wilfried Gruber                          |                 | 1996–1999                    |                     |
| Joachim Schmidt                          |                 | 2000–2002                    |                     |
| Kurt Leonberger                          |                 | 2002–2004                    |                     |
| Andreas Zobel                            |                 | 2005–2007                    |                     |
| Wolfram Maas                             |                 | 2007–2012                    |                     |
| Heinz Wilhelm                            |                 | 2012–2015                    |                     |
| Axel Dittmann                            |                 | 2015–2018                    |                     |
| Thomas Schieb                            |                 | 2018–2022                    |                     |
| Anke Konrad                              |                 | seit 2022                    |                     |

## Weblink
- Website der Deutschen Botschaft Belgrad